# Alphonse Desmarais
Pour les articles homonymes, voir Desmarais.
Alphonse Desmarais, né le 23 août 1850 à Saint-Damase et mort le 6 juin 1940 à Edmonton, est un missionnaire canadien.

## Biographie
Il est ordonné prêtre en 1884 et devient missionnaire à Saint-Bernard de Grouard en 1885 avant de servir l'année suivante au Petit lac des Esclaves.
Oblat, il s’installe à Dawson City en 1898 et, avec le frère Dumas, bâtit une chapelle à Selkirk,.
Une ville du nord de l'Alberta, Wabasca-Desmarais, qu'il est le premier missionnaire catholique à visiter, a été nommée en son honneur.
Jules Verne le mentionne dans son roman Le Volcan d'or (partie 1, chapitre XI).